# Laurent Gounelle

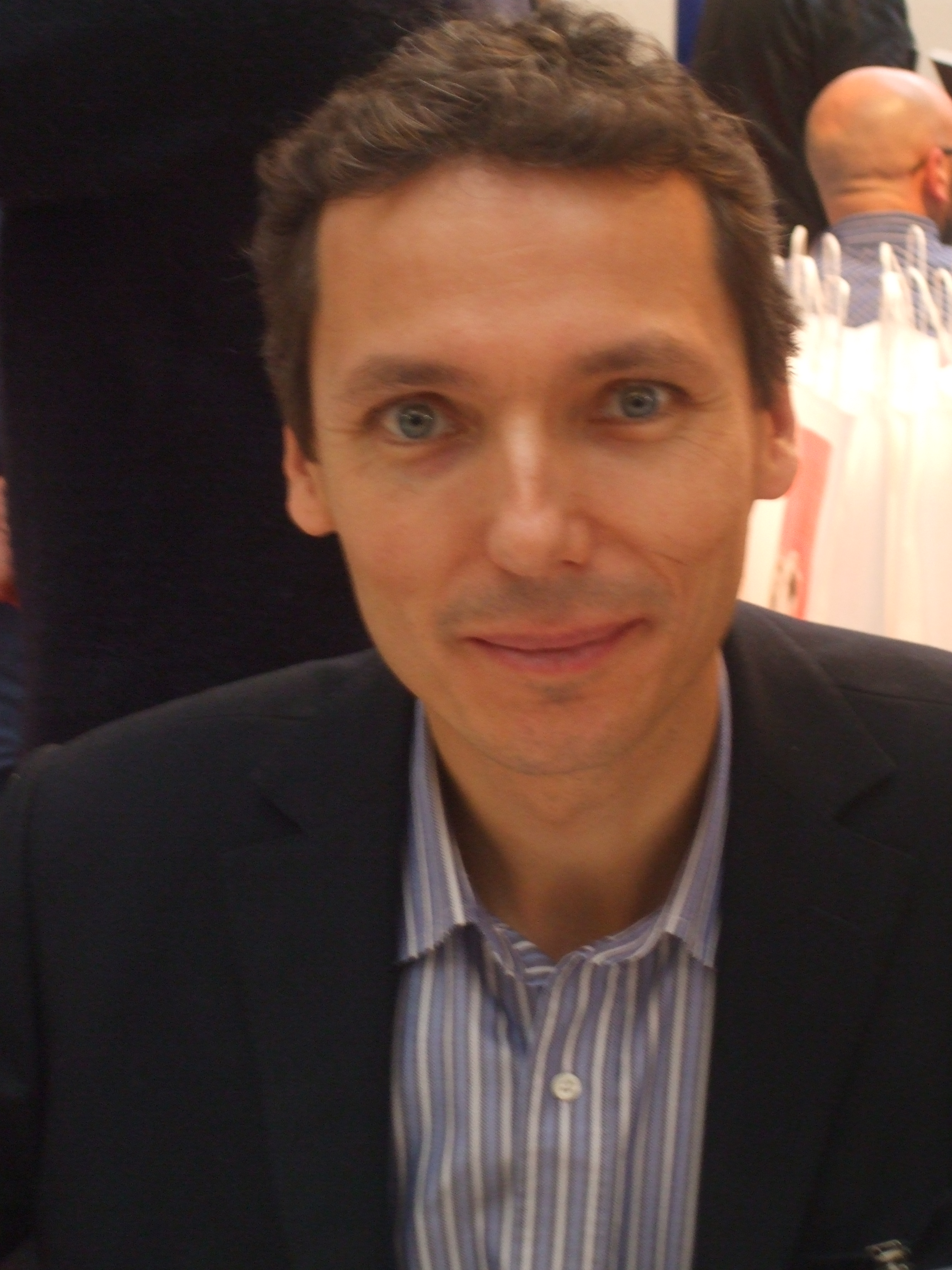
Laurent Gounelle (2010)

Laurent Gounelle (* 10. August 1966) ist ein französischer Schriftsteller.

## Leben
Gounelle studierte an der Universität Paris-Dauphine Wirtschaftswissenschaften. Nach seinem Masterabschluss 1988 an der Sorbonne arbeitete er für kurze Zeit als Wirtschaftsprüfer.
Auf Grund seines primären Berufswunsches, Psychiater zu werden, kündigte er seine Anstellung und studierte Soziologie und Philosophie an der University of California, Santa Cruz, Kalifornien. Anschließend unternahm er mehrere Reisen durch die Vereinigten Staaten von Amerika, Europa und Asien, um sich weiteren Studien der Neurowissenschaften, des Schamanentums, der Psychologie, der Geisteswissenschaften und der östlichen Weisheitslehren zu widmen.
Nach seiner Rückkehr nach Frankreich arbeitete er unter anderem als Lehrbeauftragter für persönliche Entwicklung an der Universität Clermont-Ferrand und als freier Berater für menschliche Beziehungen. Sein erstes Buch, Der Mann, der glücklich sein wollte  erschien 2008 und verkaufte sich bis 2010 in Frankreich über 225.000 Mal.
Laurent Gounelle lebt heute mit seiner Frau und zwei Töchtern in Paris.

## Werke
- Der Mann, der glücklich sein wollte: Unterwegs auf der Reise zu sich selbst. (L´homme qui voulait être heureux) Übers. Jochen Winter. Goldmann Verlag, München 2010, ISBN 3-442-21893-4
- Gott reist immer incognito. (Dieu voyage toujours incognito) Übers. Jochen Winter. Goldmann, München 2011, ISBN 3-442-21944-2
- Der Philosoph, der nicht mehr denken wollte. (Le philosophe qui n'était pas sage) Übers. Jochen Winter. Goldmann, München 2014, ISBN 978-3-442-22050-2
- Der Tag, an dem ich lernte zu leben. (Le jour où j’ai ap pris à vi vre) Übers. Jochen Winter. Goldmann, München 2016, ISBN 978-3-442-31419-5
- Und du wirst den verborgenen Schatz in dir finden! Übers. Alexandra Baisch,[2] Felix Mayer.[3] O. W. Barth, München 2017

## Ehrungen
Für sein Buch Gott reist immer incognito erhielt Gounelle im Jahr 2011 den Prix Littéraire du Roman d’Entreprise verliehen.